# Rovellasca
Rovellasca is een gemeente in de Italiaanse provincie Como (regio Lombardije) en telt 6721 inwoners (31-12-2004). De oppervlakte bedraagt 3,5 km², de bevolkingsdichtheid is 2092 inwoners per km².
De volgende frazioni maken deel uit van de gemeente: Manera.

## Demografie
Rovellasca telt ongeveer 2701 huishoudens. Het aantal inwoners steeg in de periode 1991-2001 met 6,4% volgens cijfers uit de tienjaarlijkse volkstellingen van ISTAT.
| Jaar | Inwoneraantal |
| ---- | ------------- |
| 1991 | 5900          |
| 2001 | 6279          |

## Geografie
Rovellasca grenst aan de volgende gemeenten: Bregnano, Lazzate, Misinto (MI), Lomazzo, Rovello Porro, Turate (CO).

## Geboren
- Giovanni Battista Grassi (1854-1924), medicus, hoogleraar zoölogie in Catania en in Rome, malaria-specialist